# KCTD7
KCTD7 (англ. Potassium channel tetramerization domain containing 7) – білок, який кодується однойменним геном, розташованим у людей на короткому плечі 7-ї хромосоми. Довжина поліпептидного ланцюга білка становить 289 амінокислот, а молекулярна маса — 33 132.
| 10         |  | 20         |  | 30         |  | 40         |  | 50         |
| ---------- |  | ---------- |  | ---------- |  | ---------- |  | ---------- |
| MVVVTGREPD |  | SRRQDGAMSS |  | SDAEDDFLEP |  | ATPTATQAGH |  | ALPLLPQEFP |
| EVVPLNIGGA |  | HFTTRLSTLR |  | CYEDTMLAAM |  | FSGRHYIPTD |  | SEGRYFIDRD |
| GTHFGDVLNF |  | LRSGDLPPRE |  | RVRAVYKEAQ |  | YYAIGPLLEQ |  | LENMQPLKGE |
| KVRQAFLGLM |  | PYYKDHLERI |  | VEIARLRAVQ |  | RKARFAKLKV |  | CVFKEEMPIT |
| PYECPLLNSL |  | RFERSESDGQ |  | LFEHHCEVDV |  | SFGPWEAVAD |  | VYDLLHCLVT |
| DLSAQGLTVD |  | HQCIGVCDKH |  | LVNHYYCKRP |  | IYEFKITWW  |  |            |

A: Аланін

C: Цистеїн

D: Аспарагінова кислота

E: Глутамінова кислота

F: Фенілаланін

G: Гліцин

H: Гістидин

I: Ізолейцин

K: Лізин

L: Лейцин

M: Метіонін

N: Аспарагін

P: Пролін

Q: Глутамін

R: Аргінін

S: Серин

T: Треонін

V: Валін

W: Триптофан

Задіяний у такому біологічному процесі, як альтернативний сплайсинг. 
Локалізований у клітинній мембрані, цитоплазмі, мембрані.